# Aframomum corrorima
Ефіопський кардамон, корорима (Aframomum corrorima) — вид покритонасінних родини імбирних, Zingiberaceae.

## Опис
Це трав'янистий багаторічник з пагонами заввишки 1-2 метри, який дає кореневищні коренеплоди. Чергове розташування листя темно-зелене, 10-30 см завдовжки і 2,5–6 см в поперечнику, від еліптичної до довгастої форми. Рожеві квіти з'являються біля землі і перетворюються на червоні м'ясисті плоди, що містять блискучі коричневі насіннини 3–5 мм в діаметрі.

## Використання
Спеція, відома як ефіопський кардамон, несправжній кардамон, отримується з насіння рослини (зазвичай сушеного) і широко використовується в ефіопській та еритрейській кухні. Він є інгредієнтом бербери, мітміти, авазе та інших сумішей спецій, а також використовується для ароматизації кави. Його аромат схожий на Кардамон справжній. В ефіопській фітотерапії насіння використовуються як загальнозміцнюючий, ветрогонний і проносний засіб.
Сухі фрукти широко продаються на ринках і коштують відносно дорого.

## Поширення
Родина рослини — Танзанія, західна Ефіопія (поблизу озер Тана та Гелемсо), південно-західний Судан, західна Уганда. Його культивують як в Ефіопії, так і в Еритреї хоча плоди зазвичай збирають з дикорослих рослин.

## Склад
У висушеному насінні та стручках основними компонентами олії є 1,8-цинеол (евкаліптол) та (Е)-неролідол. У свіжому насінні основним компонентом ефірної олії є 1,8-цинеол, потім сабінен та гераніол. У свіжих стручках основними складовими олії є γ -терпінен, β -пінен, α -фелландрен, 1,8-цинеол та р-цимен.

## Галерея

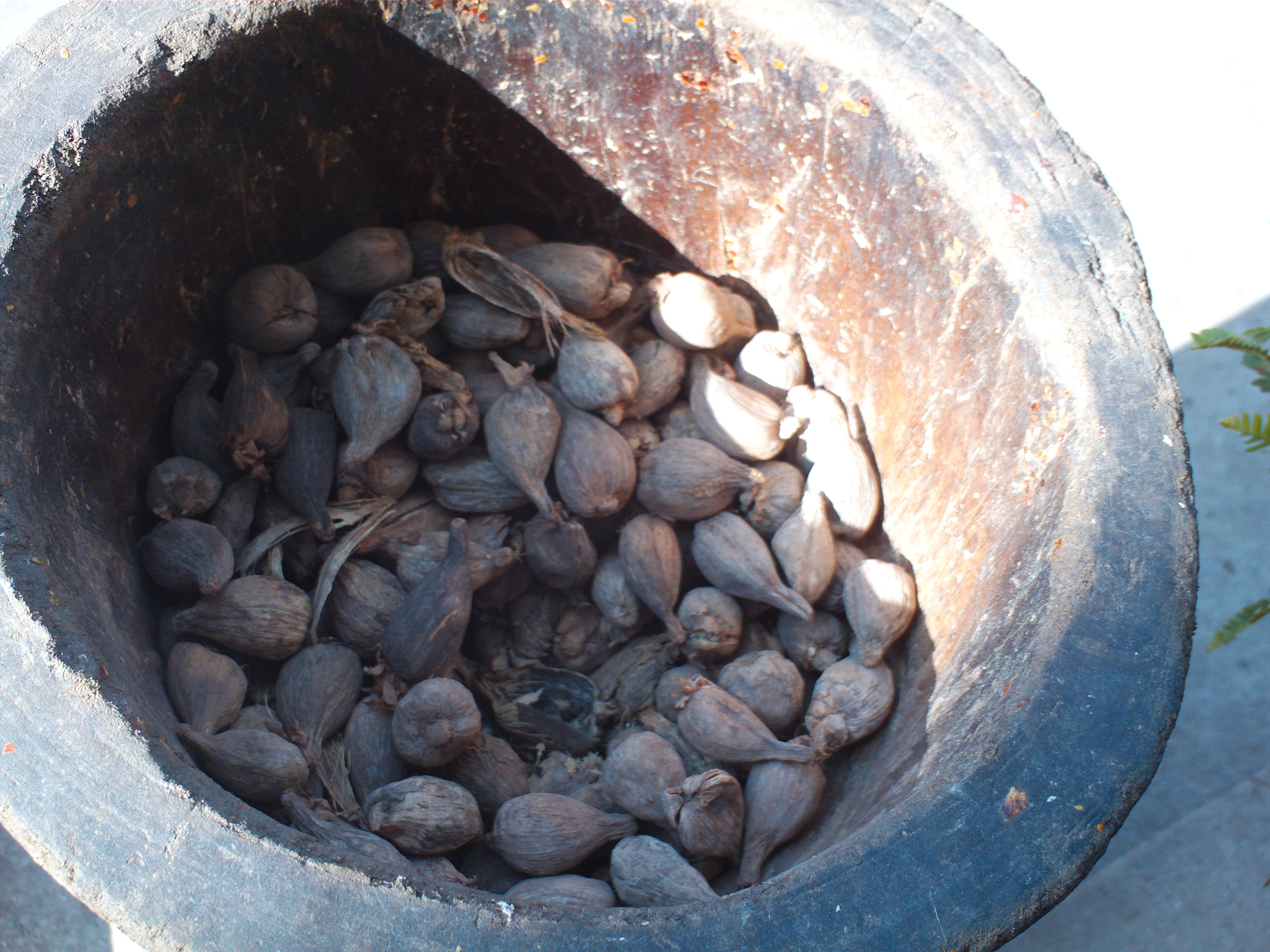
Плоди корорими поміщають у посудину для подрібнення.
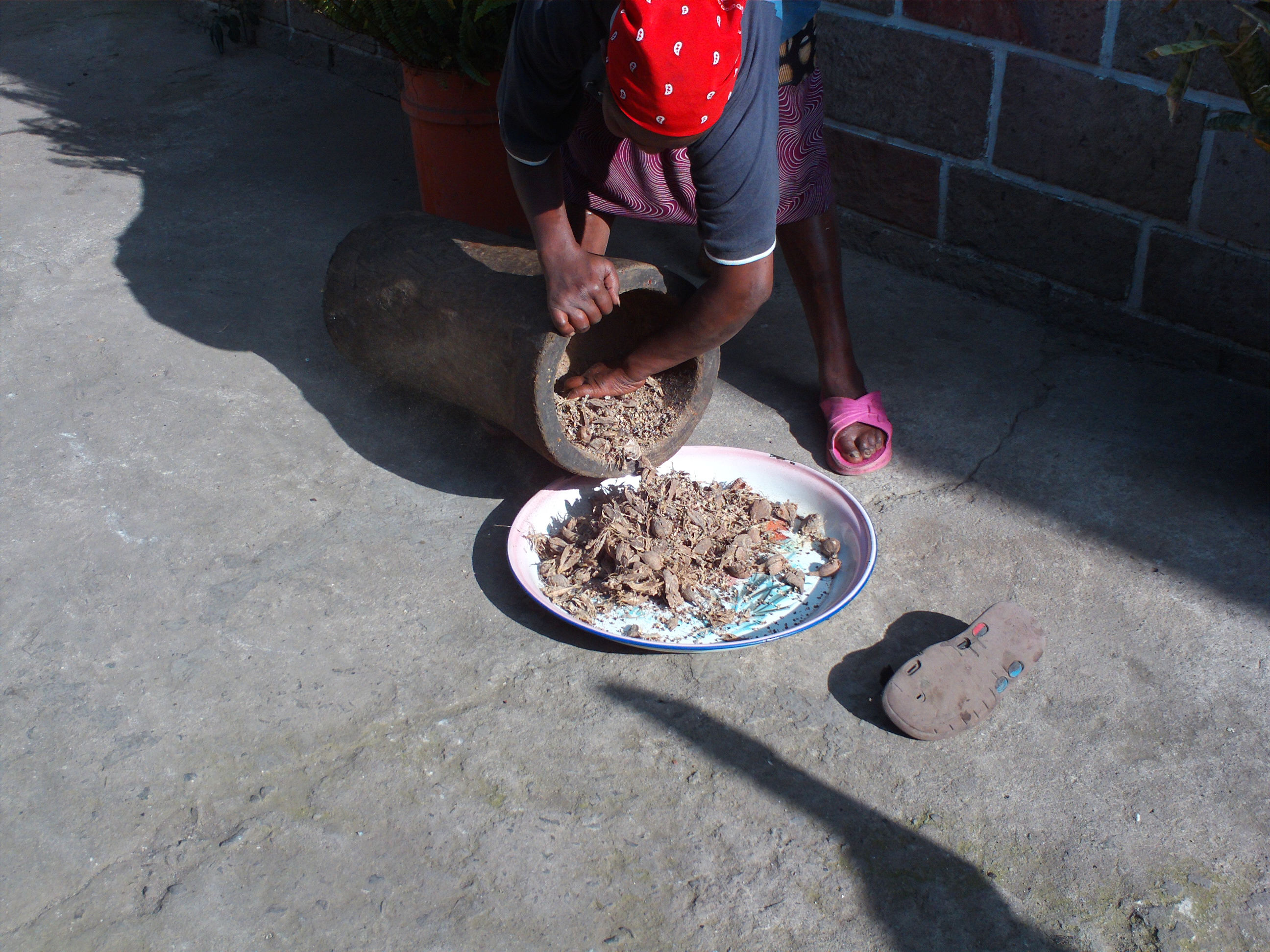
Стручки корорими подрібнюють, щоб видалити насіння.